# Trispinaria chinensis
Trispinaria chinensis är en stekelart som beskrevs av Wang, Chen och He 2003. Trispinaria chinensis ingår i släktet Trispinaria och familjen bracksteklar. Inga underarter finns listade i Catalogue of Life.